# Europamästerskapet i volleyboll för damer
Europamästerskap i volleyboll för damer spelas sedan 1949. Tävlingen arrangeras av det europeiska volleybollförbundet, CEV. Fram till och med 1987 hölls den tillsammans med Europamästerskapet i volleyboll för herrar. I början varierade intervallet mellan mästerskapen men sedan 1975 har det hållits vartannat år. P.g.a. ett ändrat internationellt spelschema kommer dock nästa turnering att hållas 2026 (tre år efter det föregående mästerskapet). Fram till berlinmurens fall dominerade lag från Östeuropa. Sedan dess har framgångarna varit mer spridda. Inte minst har lag från södra Europa nått stora framgångar

## Upplagor
| Säsong               | Säsong                                                                         | Podium          | Podium          | Podium          | Podium          | Lag |
| År                   | Spelplats                                                                      | Guld            | Silver          | Brons           | Fyra            | Lag |
| -------------------- | ------------------------------------------------------------------------------ | --------------- | --------------- | --------------- | --------------- | --- |
| 1949                 | Prag                                                                           | Sovjetunionen   | Tjeckoslovakien | Polen           | Rumänien        | 7   |
| 1950                 | Sofia                                                                          | Sovjetunionen   | Polen           | Tjeckoslovakien | Bulgarien       | 6   |
| 1951                 | Paris                                                                          | Sovjetunionen   | Jugoslavien     | Polen           | Frankrike       | 6   |
| 1955                 | Bukarest                                                                       | Tjeckoslovakien | Sovjetunionen   | Polen           | Rumänien        | 6   |
| 1958                 | Prag                                                                           | Sovjetunionen   | Tjeckoslovakien | Polen           | Rumänien        | 12  |
| 1963                 | Bukarest                                                                       | Sovjetunionen   | Polen           | Rumänien        | Östtyskland     | 13  |
| 1967 mer information | Ankara                                                                         | Sovjetunionen   | Polen           | Tjeckoslovakien | Östtyskland     | 15  |
| 1971 mer information | Gorizia                                                                        | Sovjetunionen   | Tjeckoslovakien | Polen           | Bulgarien       | 18  |
| 1975                 | Rijeka                                                                         | Sovjetunionen   | Ungern          | Östtyskland     | Bulgarien       | 12  |
| 1977                 | Kotka och Åbo                                                                  | Sovjetunionen   | Östtyskland     | Ungern          | Polen           | 12  |
| 1979                 | Orléans                                                                        | Sovjetunionen   | Östtyskland     | Bulgarien       | Ungern          | 12  |
| 1981                 | Pernik                                                                         | Bulgarien       | Sovjetunionen   | Ungern          | Östtyskland     | 12  |
| 1983 mer information | Schwerin, Rostock och Cottbus                                                  | Östtyskland     | Sovjetunionen   | Ungern          | Bulgarien       | 12  |
| 1985                 | Beverwijk                                                                      | Sovjetunionen   | Östtyskland     | Nederländerna   | Tjeckoslovakien | 12  |
| 1987                 | Eupen                                                                          | Östtyskland     | Sovjetunionen   | Tjeckoslovakien | Bulgarien       | 12  |
| 1989                 | Hamburg                                                                        | Sovjetunionen   | Östtyskland     | Italien         | Rumänien        | 12  |
| 1991                 | Rom                                                                            | Sovjetunionen   | Nederländerna   | Tyskland        | Italien         | 12  |
| 1993                 | Brno                                                                           | Ryssland        | Tjeckoslovakien | Ukraina         | Italien         | 12  |
| 1995 mer information | Arnhem och Groningen                                                           | Nederländerna   | Kroatien        | Ryssland        | Tyskland        | 12  |
| 1997                 | Brno                                                                           | Ryssland        | Kroatien        | Tjeckien        | Bulgarien       | 12  |
| 1999                 | Rom                                                                            | Ryssland        | Kroatien        | Italien         | Tyskland        | 8   |
| 2001 mer information | Sofia                                                                          | Ryssland        | Italien         | Bulgarien       | Ukraina         | 12  |
| 2003 mer information | Ankara                                                                         | Polen           | Turkiet         | Tyskland        | Nederländerna   | 12  |
| 2005 mer information | Pula och Zagreb                                                                | Polen           | Italien         | Ryssland        | Azerbajdzjan    | 12  |
| 2007 mer information | Charleroi, Hasselt och Luxemburg                                               | Italien         | Serbien         | Ryssland        | Polen           | 16  |
| 2009 mer information | Łódź, Wrocław, Bydgoszcz och Katowice                                          | Italien         | Nederländerna   | Polen           | Tyskland        | 16  |
| 2011 mer information | Belgrad, Monza, Zrenjanin och Busto Arsizio                                    | Serbien         | Tyskland        | Turkiet         | Italien         | 16  |
| 2013 mer information | Zürich                                                                         | Ryssland        | Tyskland        | Belgien         | Serbien         | 16  |
| 2015 mer information | Rotterdam                                                                      | Ryssland        | Nederländerna   | Serbien         | Turkiet         | 16  |
| 2017 mer information | Azerbajdzjan och Georgien                                                      | Serbien         | Nederländerna   | Turkiet         | Azerbajdzjan    | 16  |
| 2019 mer information | (saknas), Ondrej Nepela Aréna, Papp László Budapest Sportaréna och Atlas Arena | Serbien         | Turkiet         | Italien         | Polen           | 24  |
| 2021 mer information | Belgrad, Zadar, Cluj-Napoca och Plovdiv                                        | Italien         | Serbien         | Turkiet         | Nederländerna   | 24  |
| 2023 mer information | Gent, Bryssel, Tallinn, Düsseldorf, Verona, Monza, Turin och Florens           | Turkiet         | Serbien         | Nederländerna   | Italien         | 24  |

## Medaljliga
| Pos. | Lag             | Guld | Silver | Brons | Fyra |
| ---- | --------------- | ---- | ------ | ----- | ---- |
| 1    | Sovjetunionen   | 13   | 4      | -     | -    |
| 2    | Ryssland        | 6    | -      | 3     | -    |
| 3    | Serbien         | 3    | 3      | 1     | 1    |
| 4    | Italien         | 3    | 2      | 3     | 4    |
| 5    | Östtyskland     | 2    | 4      | 1     | 3    |
| 6    | Polen           | 2    | 3      | 6     | 3    |
| 7    | Tjeckoslovakien | 1    | 4      | 3     | 1    |
| 8    | Nederländerna   | 1    | 4      | 2     | 2    |
| 9    | Turkiet         | 1    | 2      | 3     | 1    |
| 10   | Bulgarien       | 1    | -      | 2     | 6    |
| 11   | Kroatien        | -    | 3      | -     | -    |
| 12   | Tyskland        | -    | 2      | 2     | 3    |
| 13   | Ungern          | -    | 1      | 3     | 1    |
| 14   | Jugoslavien     | -    | 1      | -     | -    |
| 15   | Rumänien        | -    | -      | 1     | 4    |
| 16   | Ukraina         | -    | -      | 1     | 1    |
| 17   | Belgien         | -    | -      | 1     | -    |
|      | Tjeckien        | -    | -      | 1     | -    |
| 19   | Azerbajdzjan    | -    | -      | -     | 2    |
| 20   | Frankrike       | -    | -      | -     | 1    |

## Mest värdefulla spelare
- 1985 –  Ingrid Piercema
- 1987 –  Lucie Václavíková
- 1989 –  Valentina Oguienko
- 1991 –  Irina Iltchenko
- 1993 –  Lucie Václavíková (2)
- 1995 –  Elles Leferink
- 1997 –  Barbara Jelić
- 1999 –  Ievguenia Artamonova
- 2001 –  Antonina Zetova
- 2003 –  Małgorzata Glinka
- 2005 –  Dorota Świeniewicz
- 2007 –  Taismary Agüero
- 2009 –  Manon Flier
- 2011 –  Jovana Brakočević
- 2013 –  Tatiana Kocheleva
- 2015 –  Tatiana Kocheleva (2)
- 2017 –  Tijana Bošković
- 2019 –  Tijana Bošković (2)
- 2021 –  Paola Egonu
- 2023 –  Melissa Vargas